# Pseudasthenes
Pseudasthenes es un género de aves paseriformes de la familia Furnariidae que agrupa a especies nativas de América del Sur, donde se distribuyen desde Perú hasta el sur de argentina y Chile. Fue descrito en 2010, después de que los estudios de genética molecular demostraron que debía separarse cuatro especies que eran clasificadas anteriormente dentro del género Asthenes. A sus miembros se les conoce por el nombre común de canasteros.

## Etimología
El nombre genérico femenino «Pseudasthenes» se compone de las palabras del griego « ψευδος pseudos»: falso, y del género Asthenes «ασθενης asthenēs, que por su vez significa insignificante, sin importancia; denotando la semejanza física entre los dos géneros, pero al mismo tiempo destacando que no son parientes cercanos.

## Características
Los canasteros de este género son furnáridos pequeños que miden entre 14,5 y 16 cm de longitud y pesan entre 15 y 22 g, de colores apagados, con predominancia de pardo claro y gris, y sin estrias en las partes dorsales; el parche de la garganta es negro y blanco o anaranjado apagado (en P. cactorum) pero nunca una combinación de negro y anaranjado; la cola es ligeramente más larga que las alas. Habitan en matorrales áridos de los Andes y de la Patagonia.

## Lista de especies
Según las clasificaciones del Congreso Ornitológico Internacional (IOC) y Clements Checklist/eBird v.2019, el género agrupa a las siguientes especies con el respectivo nombre popular de acuerdo con la Sociedad Española de Ornitología (SEO):
| Imagen | Nombre científico        | Autor             | Nombre común            | EC (*) |
| ------ | ------------------------ | ----------------- | ----------------------- | ------ |
|        | Pseudasthenes humicola   | (Kittlitz, 1830)  | canastero colinegro     | LC     |
|        | Pseudasthenes patagonica | (d'Orbigny, 1839) | canastero patagón       | LC     |
|        | Pseudasthenes steinbachi | (Hartert, 1909)   | canastero castaño       | LC     |
|        | Pseudasthenes cactorum   | (Koepcke, 1959)   | canastero de los cactos | LC     |

(*) Estado de conservación

## Taxonomía
Los estudios genético moleculares de Irestedt et al. (2006) y Moyle et al. (2009) encontraron que Asthenes era un género polifilético. Estudios posteriores de Derryberry et al. (2010b, 2011), con un muestreo de taxones mayor, mostraron que cuatro especies entonces colocadas en Asthenes ( A. humicola, A. patagonica, A. steinbachi y A. cactorum), estaban realmente más próximas a un grupo de géneros consistentes de Pseudoseisura, Xenerpestes, etc., y nombraron un nuevo género, Pseudasthenes, para aquellas cuatro especies. Este cambio taxonómico fue aprobado en la Propuesta N° 433 al Comité de Clasificación de Sudamérica (SACC).